# قوس قزح (مجموعة قصصية)
قوس قزح  مجموعة قصصية للروائي المصري الدكتور أحمد خالد توفيق (شارك في الكتابة الدكتور تامر إبراهيم) صدرت في يناير 2005  عن دار ليلى للنشر والتوزيع  في 124 صفحة. يتضمن الكتاب سبعة قصص قصيرة تحمل كل واحدة عنوان أحد ألوان قوس قزح. كتب أحمد خالد توفيق بعض القصص، بدون تحديد، وكتب تامر إبراهيم باقي السبعة.

## المقدمة
يبدأ الكاتب قصصه السبعة قائلاً: أحمر .. برتقالي .. أصفر .. أخضر .. أزرق .. نيلي .. بنفسجي. اليوم نحكى لك كيف أن قوس القزح قد يكون مخيفا. كيف تصير الألوان مرعبة أو على أقل تقدير ليست كما وجدت في خيالات طفولتنا. أحمر .. برتقالي .. أصفر .. أخضر .. أزرق .. نيلي .. بنفسجي .. قوس قزح وسبع قصص تحكى عن الألوان. سبع حكايات عن قوس قزح.

## ملخص الكتاب
القصة الأولى: أحمر
كتب الراوي: "يقول السيد منير وهو يلفظ الدخان من غليونه: "اللون الأحمر يا بني هو أهم ألوان الطيف وأكثرها عمقاً وتأثيراً .. إنه لون الدم .. لون الحب .. لون الزهور .. لون الفجر والغروب .. والأهم من هذا كله أنه لونهم. وكان المقطم هو المكان الأمثل لما أنتوينا فعله .. دائماً ما تصلح فلات المقطم في تنفيذ أي مخطط .. وهذه قاعدة مطلقة. لابد أنهم يستنسخوا البشر ويصنعوا المخدرات ويأكلوا الموتى ويشربوا الدماء في هذه الفيلات. على كل حال أنا ذاهب لما هو أسوأ."
تدور الأحداث في فيلا بناحية هضبة المقطم بين الراوي والسيد "منير" وثلاثة أشخاص، "علاي" و"رضا" و"فهمي". يواصل وصفه للأحداث الغير معقولة ويكتب: "الآن أقود سيارتي مبتعداً عن المكان، وقد ارتفعت ألسنة اللهب من الفيلا لتمحوها من الوجود. لابد أن أحدهم استيقظ وأنه أبلغ الشرطة والمطافئ، لكن حين يصل هؤلاء سيكون الأمر قد أنتهى."
القصة الثانية: برتقالي
يتحدث الكاتب بلسان سيدة ترى تعلق ابنتها بلعبتها "الدمية" بشكل غير طبيعي، ويشرح تحول الزوج من الحبيب إلى مصدر لتمويل البيت، وسفره للعمل وجلب المال. تعيش الطفلة "رنا" ذات التسعة سنوات مع والدتها وهي تجهل سبب سفر الوالد، وتتعلق بدمية في هيئة "دب" كبير في حجم الطفلة رنا. تصاب السيدة بالذهول عندما ترى ابنتها تتحدث إلى الدب بخوف شديد يتحول إلى فزع. تشعر السيدة وهي في السوق بخطر يحدث لابنتها، وتسارع بالعودة للبيت لتجد سيطرة الدب على الطفلة بصورة مذهلة.
القصة الثالثة: أصفر
يروي الكاتب عل حالة نادرة في الطب تسمى "الزانثوبسيا" حيث يرى المصاب العالم كله بلون أصفر، وفي القصة يصاب بها "محمد صبري" ويلجأ إلى كل الجهات التي يمكنها مساعدته ويفشل.
القصة الرابعة: أخضر
يحكي الكاتب على لسان بطل قصته: "أنا عامل نظافة بالمناسبة، وهذا قد يدفعك لترك القصة والانتقال إلى القصة التالية"، ويبدأ في سرد مذكرات عامل نظافة في مؤسسة تدير سلسلة من الأبحاث العلمية وتعمل بها الدكتورة "منال" صاحبة الابتسامة التي تدفع العامل للاستمرار في عمله الذي شاهد فيه أفعال غير معقولة من بعض النباتات.
القصة الخامسة: أزرق
بطل القصة طالب فقير في مدينة صاخبة عجوز .. وهو طالب في كلية الآداب ولا يدرس الطب ولكنه يقرأ كل ما يقع تحت يده من مواضيع طبية مكتوبة باللغة العربية. يضطر الطالب للعمل بالمشرحة وتحدث له أمور لا يستطيع تفسيرها.
القصة السادسة: نيلي
يقول الكاتب أن اللون "النيلي" هو أول العالم ونهاينه، ثم يعرض روايته عن الطالب "سليمان" الذي يحضر إلى جامعته صباحاً ويسافر إلى كفر الزيات، موطنه الأصلي، كل يوم. يعرض الكاتب لشخصيات مختلفة يربطهم ماء النهر ولونه النيلي، وأحداث خارقة للطبيعة تتمثل في الوقوف على سطح الماء.
القصة السابعة: بنفسجي
تدور أحداث القصة حول الشابة "ميادة" ذات العيون البنفسجية وشقيقتها "مها" التي تتحدث معها قبل النوم وتجد الغرفة الضيقة يغمرها ضوء بنفسجي. تتطور الأحداث وتعتقد مها أن شقيقتها قد تم استبدالها بكائن فضائي.

## وصلات خارجية
- قوس قزح (مجموعة قصصية)
- قوس قزح (مجموعة قصصية)